# Proteides maysi
Proteides maysi är en fjärilsart som beskrevs av Lucas 1857. Proteides maysi ingår i släktet Proteides och familjen tjockhuvuden. Inga underarter finns listade i Catalogue of Life.